# Zmago Jelinčič
Zmago Jelinčič (Maribor, 7. siječnja 1948.) je slovenski populistički, ekstremno desničarski političar.
Rođen je u Mariboru. Nakon završetka osnovne škole, školovanje je nastavio u gimnaziji Poljane u Ljubljani. Zatim je upisao studij farmacije na ljubljanskom sveučilištu. Kao student bio je baletan u Slovenskom narodnom kazalištu u Ljubljani.
Kolekcionar je starih predmeta: oružja, novčanica, vrijednosnih papira i ostalih financijskih dokumenata. Kao numizmatičar izdao je i sedam kataloga novčanica. Predsjednik je i Letačkog saveza Slovenije.
1989. godine uključio se na političku scenu. 17. ožujka 1991. osnovao je Slovensku nacionalnu stranku. U desetodnevnom ratu za nezavisnost Slovenije bio je pripadnik teritorijalne obrane Slovenije.
U svome vrtu je postavio kip Tita, na kojem piše "Josip Broz Tito - sin slovenske majke, pobjednik Drugog svjetskog rata i maršal Jugoslavije" ((slov.) sin slovenske matere, zmagovalec Druge svetovne vojne in maršal Jugoslavije).
Napisao je predgovor u knjizi "Hrvati - u svijetlu povijesne istine" ((slov.) Hrvati - v luči zgodovinske resnice) u kojoj se polemički izjašnjava o hrvatskome narodu.
Dana 2. travnja 2007., Slovenska nacionalna stranka (SNS) i Zmago Jelinčič kao njen čelnik uputili su u ponedjeljak u parlamentarnu proceduru prijedlog rezolucije o granici s Hrvatskom u kojoj traže da se Istra, Žumberak i dio Međimurja oko Štrigove proglase slovenskim teritorijem.

## Vanjske poveznice
- Zmago Jelinčič  Arhivirana inačica izvorne stranice od 27. svibnja 2009. (Wayback Machine)
- Državni zbor Republike Slovenije
- preberi.si: Zmago Jelinčič